# Famille Baldraccani
 (juillet 2024).
Si vous disposez d'ouvrages ou d'articles de référence ou si vous connaissez des sites web de qualité traitant du thème abordé ici, merci de compléter l'article en donnant les références utiles à sa vérifiabilité et en les liant à la section « Notes et références ».
La famille Baldraccani fut une importante famille forlivese, politiquement gibeline, active surtout entre les XVIIe et XVIIe siècles.
Famille protectrice des artistes, son emblème apparaît sur le tableau d'un peintre anonyme italien qu'un historien de l'art, Federico Zeri, a nommé Maestro dei Baldraccani.
En 1506, le pape Jules II, qui passait à Forlì, voulut que la paix soit faite entre les partis guelfes et gibelins et les Baldraccani furent conviés comme représentants des Gibelins.

## Personnalités
- Pietro Baldraccani (XVe siècle) qui fit partie du comité de gentilshommes de Forlì qui accompagnèrent le comte Guelfo di Dovadola pour témoigner du mariage entre Caterina Rangoni et Antonio I Ordelaffi (1434)
- Giorgio Baldraccani (XVe siècle)
- Antonio Baldraccani, ou Marcantonio (XVe et XVIe siècles), secrétaire de Caterina Sforza
- Giuliano Baldraccani
- Marco Baldraccani
- Marino Baldraccani
- Niccolò Baldraccani
- Matteo Baldraccani
- Giorgio II Baldraccani
- Maddalena Baldraccani (XVIe siècle) épouse de Cesare Rasponi Bonanzi
- Lodovico Baldraccani, époux de Francesca Rasponi, fille de Cesare et Maddalena
- Caterina Baldraccani, épouse de Giulio Rasponi, lui aussi fils de Cesare et Maddalena.